# Cinnamate de méthylecgonine
Le cinnamate de méthylecgonine est un alcaloïde tropanique naturellement présent dans la coca. Il est souvent appelé cinnamoylcocaïne, décrivant ainsi sa structure très proche de celle de la cocaïne.

## Structure
Le cinnamate de méthylecgonine peut être vu comme le produit d'une double estérification de l'ecgonine :
- estérification du groupe carboxyle par le méthanol (comme la cocaïne)
- estérification du groupe hydroxyle par l'acide cinnamique (contrairement à la cocaïne, où il s'agit de l'acide benzoïque)